# Prague 15
Prague 15, officiellement district municipal de Prague (Městská čast Praha 15), est une municipalité de second rang à Prague, en République tchèque. Le district administratif (správní obvod) du même nom comprend les arrondissements municipaux de Prague 15 et de Horní Měcholupy, Dolní Měcholupy, Dubeč, Petrovice et Štěrboholy.

## Jumelage
- Harlow, Royaume-Uni